# Seleuco II Calínico
Seleuco II Calínico (265–226 a.C.n) foi um imperador do Império Selêucida, reinando de 246 a 226 a.C. Sucedeu seu pai Antíoco II, sendo sucedido por seu filho Seleuco III. Seu outro filho, Antíoco III Magno, também se tornou imperador da Pérsia.
Era filho de Antíoco II Teos e de Estratonice, filha de Demétrio I Poliórcetes. Casou com Laódice I, filha de Aqueu e neta de Seleuco I, com quem teve dois ou três filhos (Seleuco III Cerauno, Antíoco III Magno e Antíoco Híerax) e duas filhas, que se casaram com Mitrídates e Ariates.